# Valle del Guadiato
El Valle del Guadiato es una comarca de la provincia de Córdoba integrada por 11 municipios y que toma su nombre del río Guadiato y del valle que forma su curso. Está situada al noroeste de la provincia con una extensión superficial de 2 512 km².
Antigua zona minera de carbón, cobre, plomo, plata y hierro, formó parte de la Beturia de los Túrdulos. Aún se conservan explotaciones carboníferas como las de la Corta Ballesta en el término de Espiel o algunos pozos en el municipio de Peñarroya-Pueblonuevo. Este último municipio es el más poblado de la comarca (10 695 habitantes). Aún sigue viviendo de la minería, si bien los puestos que mantiene no superan el centenar. Asimismo, en Belmez se fundó en 1924 una "Escuela Práctica de Obreros Mineros", que fue Escuela Técnica desde 1930 y hoy Escuela Universitaria Politécnica de Belmez, con estudios  de Ingeniería Técnica en Explotación de Minas y en Obras Públicas, y un Museo Histórico de Belmez y del Territorio Minero.

## Municipios
| Escudo                                 | Municipio               | Superficie (km2) | Población (2024) | Densidad (hab./km2) |
| -------------------------------------- | ----------------------- | ---------------- | ---------------- | ------------------- |
|                                        | Los Blázquez            | 102,74           | 635              | 6,18                |
|                                        | Bélmez de la Moraleda   | 49,40            | 2 818            | 57,04               |
|                                        | Espiel                  | 437,26           | 2 341            | 5,35                |
| Escudo_de_Fuente_Obejuna_(Córdoba).svg | Fuente Obejuna          | 591,43           | 4 346            | 7,35                |
|                                        | La Granjuela            | 56,15            | 414              | 7,37                |
|                                        | Obejo                   | 214,65           | 2 085            | 9,71                |
|                                        | Peñarroya-Pueblonuevo   | 64,88            | 10 289           | 157,59              |
|                                        | Valsequillo             | 122,0            | 362              | 2,97                |
|                                        | Villaharta              | 11,96            | 634              | 53,01               |
|                                        | Villanueva del Rey      | 215,0            | 1 014            | 4,72                |
|                                        | Villaviciosa de Córdoba | 468,75           | 3 064            | 6,54                |
|                                        | Total                   | 2 334,22         | 28 002           | 12,0                |

## Límites
Limita con:
- La comarca del Valle de los Pedroches al norte.
- La comarca del Valle Medio del Guadalquivir al sur.
- La comarca del Alto Guadalquivir al este.
- La provincia de Badajoz (Campiña sur de Extremadura) al oeste.
- La provincia de Sevilla al oeste.